# Abenakowie

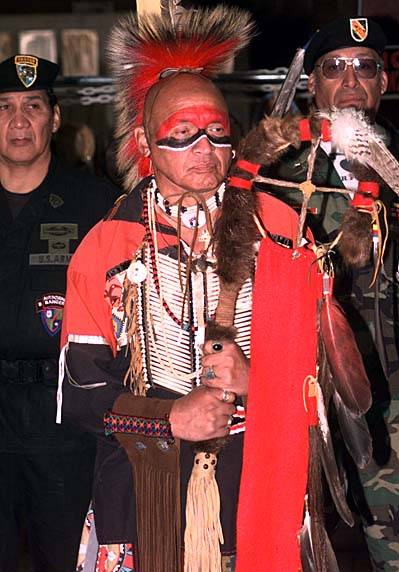
Indianin Abenaki w tradycyjnym stroju, w tle współcześni indiańscy weterani wojenni armii amerykańskiej

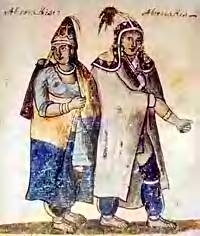
Para Abenaków

Abenakowie (ang. Abenaki, Abnaki, Wabanaki) – federacja plemion indiańskich Penobscot, Passamaquoddy i Malecite, zamieszkujących głównie obszar dzisiejszych stanów Maine i New Hampshire) oraz kanadyjskiego Quebecu. Byli jednymi z pierwszych mieszkańców Ameryki Północnej, z jakimi zetknęli się pierwsi osadnicy angielscy.

## Historia
Pierwszym Europejczykiem, który zetknął się z Abenakami, był Giovanni da Verrazzano, który w roku 1524 odwiedził złożoną z krytych korą chat wioskę Agguncia u ujścia rzeki Penobscot „w krainie Abnaki”. W roku 1602 Samuel de Champlain posunął się w górę rzeki do wysokości dzisiejszego Bangor, gdzie spotkał „pana” Norumbegę, przypuszczalnie wodza Abenaków. Pierwsze doniesienia angielskie mówią o Abenakach jako o tych, którzy zamieszkiwali większą część stanu Maine i prowadzili wojny z nieznanymi plemionami nadmorskimi, które zapewne pokonali i wchłonęli, zanim pod naciskiem Anglików, wycofali się na północ, do Kanady.
Abenakowie przysporzyli wielu kłopotów kolonistom na początku XVIII wieku. Byli rzekomo podżegani przez francuskiego misjonarza-jezuitę, o. Rale’a, który prowadził misję katolicką w okolicach dzisiejszego miasteczka Norridgewock w górnym biegu rzeki Kennebec. Anglicy wysłali przeciw misji ekspedycję karną w roku 1622; o. Rale został zabity, a w jego papierach znaleziono słownik języka abenackiego, który opracowywał.
W roku 1749 wodzowie plemienia Penobscot zawarli traktat pokojowy z Anglikami uznając wytyczone przez kolonistów granice. Od tego czasu poszczególne szczepy zaczęły wymierać: Abenakowie walczyli po stronie Francuzów z Anglikami. Doprowadziło to do zniszczenia ich głównej osady w 1754 roku, stopniowego rozpadu więzi społecznych, upadku plemiennej kultury i języka.

## Zwyczaje i wierzenia
W czasie, gdy Anglicy przybyli do Ameryki, Abenakowie mieszkali w wioskach otoczonych drewnianymi palisadami, a swe domostwa o kształcie kopuł (drewniany szkielet kryty korą brzozową i plecionymi z traw matami) nazywali wigwamami, która to nazwa przyjęła się wśród kolonistów i egzystuje w języku angielskim do dziś. Każde plemię miało dwóch wodzów – jeden był odpowiedzialny za porządek, sądownictwo i sprawy socjalne, drugi natomiast był wyłącznie wodzem wojennym. Ubierali się w odzież zszywaną ze skór jelenich, a w zimie okrywali się futrami bobrów.
Abenakowie wierzyli w dobrego boga Kechi Niwaskw, który stworzył pierwszego mężczyznę i kobietę z kamienia, ale – po jakimś czasie, nie będąc zadowolony ze swego dzieła – zniszczył ich i stworzył nową parę, tym razem z drewna. Abenakowie uważali się za potomków tamtych, „drewnianych” Indian.

## Abenakowie dzisiaj
Obecnie posługują się językiem angielskim lub francuskim. Jedynie kilka najstarszych osób zna ich rodzimy język abnaki, zaliczany do grupy algonkiańskiej, występujący w dialektach wschodnim i zachodnim. Mimo rozproszenia po obu stronach granicy amerykańsko-kanadyjskiej, utraty niezależności politycznej i braku uznania przez władze federalne USA, Abenakowie (dzieleni często na Wschodnich i Zachodnich) zachowali swą tożsamość etniczną do dziś.

## Liczebność
Według danych US Census Bureau, podczas spisu powszechnego w 2000 roku 2385 obywateli USA zadeklarowało, że jest pochodzenia wyłącznie Abenaki, zaś 5472 – wyłącznie lub między innymi Abenaki.